# John Salisbury
John Edward Salisbury (Birmingham, 26 gennaio 1934) è un ex velocista britannico, specializzato nei 400 metri piani.

## Palmarès
| Anno                                  | Manifestazione          | Sede      | Evento      | Risultato  | Prestazione | Note |
| ------------------------------------- | ----------------------- | --------- | ----------- | ---------- | ----------- | ---- |
| In rappresentanza della Gran Bretagna |                         |           |             |            |             |      |
| 1956                                  | Giochi olimpici         | Melbourne | 400 m piani | Semifinale | 47"3        |      |
| 1956                                  | Giochi olimpici         | Melbourne | 4×400 m     | Bronzo     | 3'07"2      |      |
| 1958                                  | Europei                 | Stoccolma | 400 m piani | Argento    | 46"5        |      |
| 1958                                  | Europei                 | Stoccolma | 4×400 m     | Oro        | 3'07"9      |      |
| In rappresentanza dell' Inghilterra   |                         |           |             |            |             |      |
| 1958                                  | Giochi del Commonwealth | Cardiff   | 440 iarde   | 4º         | 47"1        |      |
| 1958                                  | Giochi del Commonwealth | Cardiff   | 4×440 iarde | Argento    | 3'09"61     |      |